# Книга пророка Авдия
Книга пророка А́вдия (ивр. עבדיה‎ или עוֹבַדְיָה‎ Овадия, Овадйа, Обадия) — книга, входящая в состав еврейской Библии (Танаха) и Ветхого Завета. В Танахе помещается в разделе Невиим (Пророки). Четвёртая книга из «Двенадцати малых пророков». Написана пророком Авдием.
Книга Авдия — самая короткая книга Ветхого Завета. Она состоит из одной главы (21 стих). Во вступительных словах сказано: «Видение Авдия». Имя пророка означает «слуга Господа». В книге не сообщается никаких подробностей жизни пророка и ничего не говорится о том, где и когда он родился и к какому колену принадлежал.
Книга порицает родственный евреям народ эдомитян за то, что он заключил союз с врагами иудеев. В книге в частности говорится: «В тот день, когда ты стоял напротив, в тот день, когда чужие уводили войско его в плен и иноплеменники вошли в ворота его и бросали жребий об Иерусалиме, ты был как один из них» (Авд. 11).

## Время написания
Существуют различные подходы ко времени написания книги и соответственно, о каком разграблении Иерусалима, упомянутого в книги (Авд. 1:10-12), идет речь. Иерусалим подвергался разграблению неоднократно:
- во время вторжения в Иудею филистимлян и арабов, которое произошло при царе Иораме (848—841 гг. до н. э);
- нападение израильского царя Иоаса при царе Иудеи Амасии (800—783 гг. до н. э.);
- вавилонянами при царях Иоакиме (609—598), Иехонии (598) и Седекии (597—587) ;
- во время захвата Иудеи вавилонским царем Навуходоносором (586 г. до н. э.).

Последняя дата доминирует в научной традиции XX века.

## Тема и содержание
- Стихи 1-10 содержат этот приговор и предсказывают гибель Эдома.
- Стихи 10-14 рассказывают, за что это наказание назначено: Эдом воевал с Израилем на стороне его врагов, несмотря на то, что оба народа объединяет общая кровь — они потомки Исава и Иакова соответственно.
- Стихи 15-21 рисуют картину возрождения Израиля и наказания Эдома. Стих 18 сообщает, что не будет спасшегося из дома Исава. Израиль будет святым местом и последний стих говорит как Бог станет Царем мира и наступит царство Мессии.

## Историческая справка
Последними, к кому применялось обозначение «эдомитяне», были члены семьи Ирода. Эдом был захвачен Навуходоносором через год после Иерусалима. Позже, уже под названием Идумея, попал в зависимость и был обращен при Маккавеях, эдомитяне полностью ассимилированы евреями в I веке н. э.